# DRK-Leitungsgruppe
Die DRK-Leitungsgruppe ist ein internes Führungsgremium innerhalb eines Kreisverbandes des Deutschen Roten Kreuzes.
Die Leitungsgruppe besteht (lt. K-Vorschrift IV A 6) aus:
- Kreisbereitschaftsleiter,
- Kreisverbandsarzt,
- Leiter der Sozialarbeit,
- Leiter des Jugendrotkreuzes,
- Kreisgeschäftsführer,
- weiteren Führungs- und Fachkräften (bei Bedarf), zum Beispiel
  - der Rotkreuzbeauftragte,
  - Fachdienstbeauftragte/-berater (siehe auch Katastrophenschutzfachdienst),
  - Vertreter des Bereiches Rettungsdienst,
  - Mitarbeiter der Kreisgeschäftsstelle als Unterstützungskräfte.

Dabei kümmert sich die Leitungsgruppe ausschließlich um die internen Abläufe und Prozesse, in der Regel jedoch nicht die Vertretung nach außen. Ziel ist es, die Einsatzkräfte vor Ort von administrativen Tätigkeiten wie zum Beispiel der Alarmierung oder der Nachforderung von Einsatzkräften zu entlasten.